# Bahnstrecke Geseke–Büren
| |                                  |                                   |                                   |
| Streckennummer: | 2963                             |                                   |                                   |
| Kursbuchstrecke (DB): | 109i, 174e, 198q, 232q, 238f     |                                   |                                   |
| Kursbuchstrecke: | 174e (1934) 198q (1946)          |                                   |                                   |
| Streckenlänge: | 15,3 km                          |                                   |                                   |
| Spurweite: | 1435 mm (Normalspur)             |                                   |                                   |
| |                                  |                                   |                                   |
| Kategorisierung: | Nebenbahn                        |                                   |                                   |
| Ausbau: | eingleisig, nicht elektrifiziert |                                   |                                   |
| Personenverkehr: | eingestellt                      |                                   |                                   |
| Güterverkehr: | Bedienung von zwei Zementwerken  |                                   |                                   |
| Eisenbahninfrastrukturunternehmen: | DB Netz                          |                                   |                                   |
| Verbundgebiet(e): | ZRL, NPH                         |                                   |                                   |
| \| \| \| von Lippstadt \| \| \| \| 0,0 \| Geseke ⊙ \| Geseke ⊙ \| \| \| \| nach Paderborn ⊙ \| \| \| \| \| B 1 ⊙ \| \| \| \| 2,2 \| Anneliese Zement ⊙ \| Anneliese Zement ⊙ \| \| \| 3,1 \| Anst Geseke Süd ⊙ \| Anst Geseke Süd ⊙ \| \| \| 3,3 \| Geseke Bbf ⊙ \| Geseke Bbf ⊙ \| \| \| \| ehem. Meteorwerksbahn ⊙ \| \| \| \| 3,9 \| Anst Dyckerhoff ⊙ \| Anst Dyckerhoff ⊙ \| \| \| \| ehem. zum Zementwerk Kohle ⊙ \| \| \| \| \| ehem. zum Fliegerhorst Störmede ⊙ \| \| \| \| \| zum Zementwerk Dyckerhoff ⊙ \| \| \| \| \| ehem. zum Zementwerk Westfalen ⊙ \| \| \| \| 4,3 \| Anst Milke Zement ⊙ \| Anst Milke Zement ⊙ \| \| \| 4,7 \| Geseke Zementwerke (alt) ⊙ \| Geseke Zementwerke (alt) ⊙ \| \| \| \| A 44 ⊙ \| \| \| \| 7,9 \| Steinhausen (Westf) ⊙ \| Steinhausen (Westf) ⊙ \| \| \| 11,6 \| Anst Hellweg ⊙ \| Anst Hellweg ⊙ \| \| \| \| ehem. Almetalbahn von Paderborn ⊙ \| \| \| \| 15,3 \| Büren (Westf) ⊙ \| Büren (Westf) ⊙ \| \| \| \| Almetalbahn nach Brilon \| \| |                                  |                                   |                                   |
| Strecke |                                  | von Lippstadt                     | von Lippstadt                     |
| Bahnhof | 0,0                              | Geseke ⊙                          | Geseke ⊙                          |
| Abzweig geradeaus und nach links |                                  | nach Paderborn ⊙                  | nach Paderborn ⊙                  |
| Bahnübergang |                                  | B 1 ⊙                             | B 1 ⊙                             |
| Abzweig geradeaus und nach links | 2,2                              | Anneliese Zement ⊙                | Anneliese Zement ⊙                |
| Abzweig geradeaus und nach rechts | 3,1                              | Anst Geseke Süd ⊙                 | Anst Geseke Süd ⊙                 |
| ehemaliger Dienststation / Betriebs- oder Güterbahnhof | 3,3                              | Geseke Bbf ⊙                      | Geseke Bbf ⊙                      |
| Kreuzung geradeaus oben (Querstrecke außer Betrieb) |                                  | ehem. Meteorwerksbahn ⊙           | ehem. Meteorwerksbahn ⊙           |
| Strecke von links · Abzweig geradeaus und nach rechts | 3,9                              | Anst Dyckerhoff ⊙                 | Anst Dyckerhoff ⊙                 |
| Abzweig geradeaus und ehemals nach rechts · Strecke |                                  | ehem. zum Zementwerk Kohle ⊙      | ehem. zum Zementwerk Kohle ⊙      |
| Abzweig geradeaus und ehemals nach rechts · Strecke |                                  | ehem. zum Fliegerhorst Störmede ⊙ | ehem. zum Fliegerhorst Störmede ⊙ |
| Abzweig ehemals geradeaus und nach rechts · Strecke |                                  | zum Zementwerk Dyckerhoff ⊙       | zum Zementwerk Dyckerhoff ⊙       |
| Strecke nach rechts (außer Betrieb) · Strecke |                                  | ehem. zum Zementwerk Westfalen ⊙  | ehem. zum Zementwerk Westfalen ⊙  |
| Abzweig ehemals geradeaus und nach rechts | 4,3                              | Anst Milke Zement ⊙               | Anst Milke Zement ⊙               |
| Abzweig geradeaus und nach rechts (Strecke außer Betrieb) | 4,7                              | Geseke Zementwerke (alt) ⊙        | Geseke Zementwerke (alt) ⊙        |
| Brücke (Strecke außer Betrieb) |                                  | A 44 ⊙                            | A 44 ⊙                            |
| Dienststation / Betriebs- oder Güterbahnhof (Strecke außer Betrieb) | 7,9                              | Steinhausen (Westf) ⊙             | Steinhausen (Westf) ⊙             |
| Abzweig geradeaus und von links (Strecke außer Betrieb) | 11,6                             | Anst Hellweg ⊙                    | Anst Hellweg ⊙                    |
| Abzweig geradeaus und von links (Strecke außer Betrieb) |                                  | ehem. Almetalbahn von Paderborn ⊙ | ehem. Almetalbahn von Paderborn ⊙ |
| Dienststation / Betriebs- oder Güterbahnhof (Strecke außer Betrieb) | 15,3                             | Büren (Westf) ⊙                   | Büren (Westf) ⊙                   |
| Strecke (außer Betrieb) |                                  | Almetalbahn nach Brilon           | Almetalbahn nach Brilon           |

Die Bahnstrecke Geseke–Büren zweigt in Geseke südostwärts von der Bahnstrecke Hamm–Warburg, der Stammstrecke der Königlich-Westfälischen Eisenbahn-Gesellschaft, ab. Erstgenannte Strecke führte als eingleisige Nebenbahn in einem Bogen um das Stadtgebiet von Geseke, weiter südwärts über Steinhausen und die Haar nach Büren und traf dort auf die Almetalbahn von Paderborn nach Brilon Wald.

## Vergangenheit
Im Jahre 1895 wurde nach mehrjähriger Untersuchung ein preußisches Gesetz zum Bahnbau Büren–Brilon (Almetalbahn) und Geseke–Büren erlassen. 1898 wurde mit dem Bau der Almetalbahn und der Verbindungsstrecke zwischen Geseke und Büren begonnen. Die Strecke stellt den ursprünglich geplanten Verlauf der Almetalbahn ab Büren dar, insbesondere wie von der Stadt Geseke und dem Kreis Lippstadt gefordert. Nachdem man sich für den alternativen und längeren Streckenverlauf nach Paderborn entschieden hatte, wurde dennoch die Verbindungsstrecke nach weiteren Interventionen der Stadt Geseke und des Kreises Lippstadt gebaut.
Beide Eisenbahnstrecken wurden am 1. Juli 1900 in Betrieb genommen (die Almetalbahn zunächst nur auf dem Teilstück Paderborn–Büren). Die Verbindungsbahn zwischen Geseke und Büren förderte die Entwicklung der Zementindustrie in Geseke, die für Geseke lange Zeit der wichtigste Wirtschaftszweig war. So entstanden entlang der Bahnstrecke – wie an einer Perlenschnur aufgereiht – Zement- und Kalkwerke, die jeweils durch einen Gleisanschluss mit der Bahnstrecke verbunden wurden. An die Industriegleise angeschlossen wurden auch eine Eisengießerei, eine Schuttdeponie und ein Umspannwerk. 1935 wurde in der Feldflur in Höhe des Ortes Störmede ein Fliegerhorst errichtet, der durch ein 2,1 km langes Gleis an die Bahnstrecke in Höhe des Zementwerkes Fortuna angeschlossen wurde. Direkt nach dem Krieg wurden 1946 die Gleise wieder abgebaut. Noch heute sind die ehemalige Trasse sowie ein Brückenlager über einen Trockenbach in der Feldflur gut zu erkennen.
Durch die Bedeutung der Zementindustrie wurde 1950 noch der neue Haltepunkt „Geseke Zementwerke“ eingerichtet. Dennoch wurde 1952 der regelmäßige Personenverkehr durch die Deutsche Bundesbahn eingestellt und durch eine Busverbindung (heute Linie 465 BahnBus Hochstift) ersetzt. Die Bahnsteigkante der Haltestelle „Geseke Zementwerke“, die nur zwei Jahre genutzt wurde, ist heute noch sichtbar.
Neben den regelspurigen Gleisanlagen waren bis zum Ende der fünfziger Jahre für die Geseker Zementwerke Werksbahnen mit 600 oder 900 mm Spurweite für den Transport der gebrochenen Steine in das Werk in Betrieb. Vom Steinbruch des Werkes Meteor führte sogar eine etwa 3 km lange Feldbahn durch das westliche Stadtgebiet zum Werksgelände im Norden in der Nähe des Bahnhofs. Die „Meteorbahn“ unterquerte in Höhe des Abzweigs Zementwerke die Strecke nach Büren.
Nicht nur für diese Bahnen besaßen die Firmen eigene Lokomotiven, Güterloren und Wagen, auch für den Verschub der normalspurigen Staatsbahngüterwagen bedienten sich fast alle Werke eines eigenen Triebfahrzeugs. Es hat in Geseke 46 nachweisbare Industrielokomotiven gegeben, davon waren 18 Regelspurloks und 28 Schmalspurloks.
Im Jahr 1958 folgte die Einstellung des Güterverkehrs nach Büren. Kurze Zeit später wurde das Teilstück zwischen Steinhausen und Büren stillgelegt und dann abgebaut. Das Reststück bis nach Steinhausen wurde weiterhin im Güterverkehr genutzt. Mit der Elektrifizierung der Strecke Hamm – Kassel änderte sich Ende der 60er Jahre die Einfahrt der Bürener Strecke in die Ostseite des Geseker Bahnhofs. Bis zu diesem Zeitpunkt bildete der Hausbahnsteig 1 des Bahnhofs Geseke die direkte Streckenführung nach Büren. Durch notwendige Umbauarbeiten verlegte man die Einfahrt von Büren östlich vor den Bahnübergang WP 19 in die Hauptstrecke, um von dort den Güterbahnhof zu erreichen. Der verbliebene Gleisrest auf der Südseite von WP 19 diente noch als Zufahrt zum Kornhaus und als Abstellgleis für Dieselrangierloks.

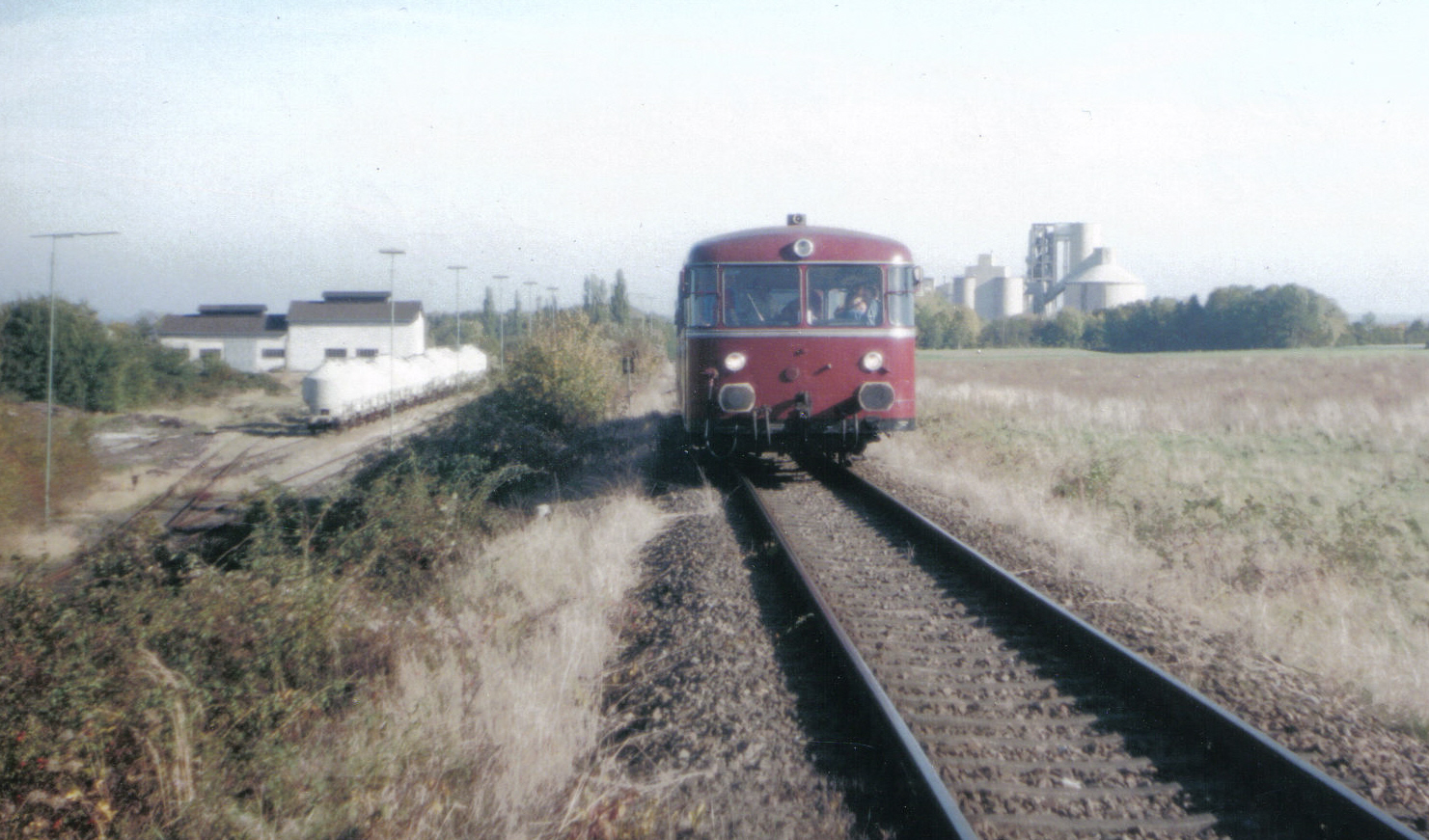
Sonderfahrt Schienenbus in Geseke-Süd am 20. Oktober 2001

Beim Neubau der Bundesautobahn 44 im Jahr 1972 erhielt die Bahnstrecke auch eine Brücke über die Autobahn, um weiterhin Steinhausen erreichen zu können. Bis 1993 bediente die Bundesbahn nur noch einen Kunden in Steinhausen, das Warenlager der Spardaka in Steinhausen. 1992 erhielt das Warenlager noch 3.000 Tonnen Güter (vornehmlich Düngemittel), die mit 150 Waggons angeliefert wurde.
Bis zu diesem Zeitpunkt fanden auch noch gelegentlich Sonderfahrten auf der Reststrecke bis Steinhausen statt (so zum Beispiel mit einem Schienenbus-Gespann am 26. August 1989).
Während der einjährigen Streckensperrung zum Ausbau der Hauptstrecke zwischen Soest und Paderborn von 1993 bis 1994 konnte durch ein zwischen Geseke und Paderborn verlegtes Baugleis der tägliche Güterverkehr zu den Zementwerken und zur Bauschuttdeponie aufrechterhalten werden. Die Osteinfahrt in den Geseker Bahnhof wurde bei dieser Baumaßnahme so verändert, dass Güterzüge von Geseke Süd nicht mehr direkt in den Güterbahnhof Geseke einfahren konnten, sondern von der Westseite zurückgedrückt werden mussten.
Das Aus für das Teilstück von der Anschlussstelle Milke Zement bis Steinhausen kam am 30. November 1993, da die Reparaturkosten in Höhe von 150 000 DM für eine Brücke über einen Feldweg nicht mehr ausgegeben werden sollten. Die Gleise wurden unmittelbar nach der Stilllegung auf dem Teilstück zwischen dem Anschlussgleis Milke und Steinhausen entfernt. Das Schotterbett ist allerdings nach wie vor in weiten Teilen der Strecke sichtbar und nicht überbaut; auch die Brücke über die A 44 ist noch vorhanden. Der abgebaute Streckenabschnitt ist demnach immer noch als Verkehrsweg gewidmet. Die Bahnüberführung über den Feldweg ist aber inzwischen abgebaut, in Höhe der Autobahnauffahrt ist die Trasse durch die neu gebaute Umgehungsstraße um Steinhausen nicht mehr vorhanden.
Kurz hinter Geseke-Süd zweigt eine Zweigstrecke zum Werk Fortuna der Firma Dyckerhoff ab, an dieser Zweigstrecke existierten noch weitere Anschlüsse zu zwei weiteren Zementwerken. Dies war zum einen das Zementwerk Westfalen der Westdeutschen Portland-Zement- und Kalkwerke Gebr. Gröne und das Zementwerk Kohle der Westfälischen Portland-Zementwerke Kohle & Co. Diese Zementwerke existieren heute allerdings nicht mehr bzw. das Zementwerk Westfalen steht noch als Ruine und wird zum Teil als Lager genutzt. Das Anschlussgleis zum Werk Westfalen ist auch noch vorhanden, kann aber nicht mehr befahren werden.
Am 10. September 2023 entgleiste im Bahnhof ein Zug aus 14 mit Zementstaub beladenen Silowagen beim Wechsel auf die Bahnstrecke Hamm–Warburg kurz vor dem Bahnhof Geseke. Der Lokführer wurde dabei tödlich verletzt. Es entstand erheblicher Schaden an den Bahnanlagen. Die Bahnstrecke blieb unfallbedingt etwa einen Monat lang gesperrt. Ein Gutachten ergab ein nicht aktiviertes Bremssystem als Ursache für den Unfall. Ein Abschlussbericht der BEU stand im November 2024 noch aus.

## Gegenwart

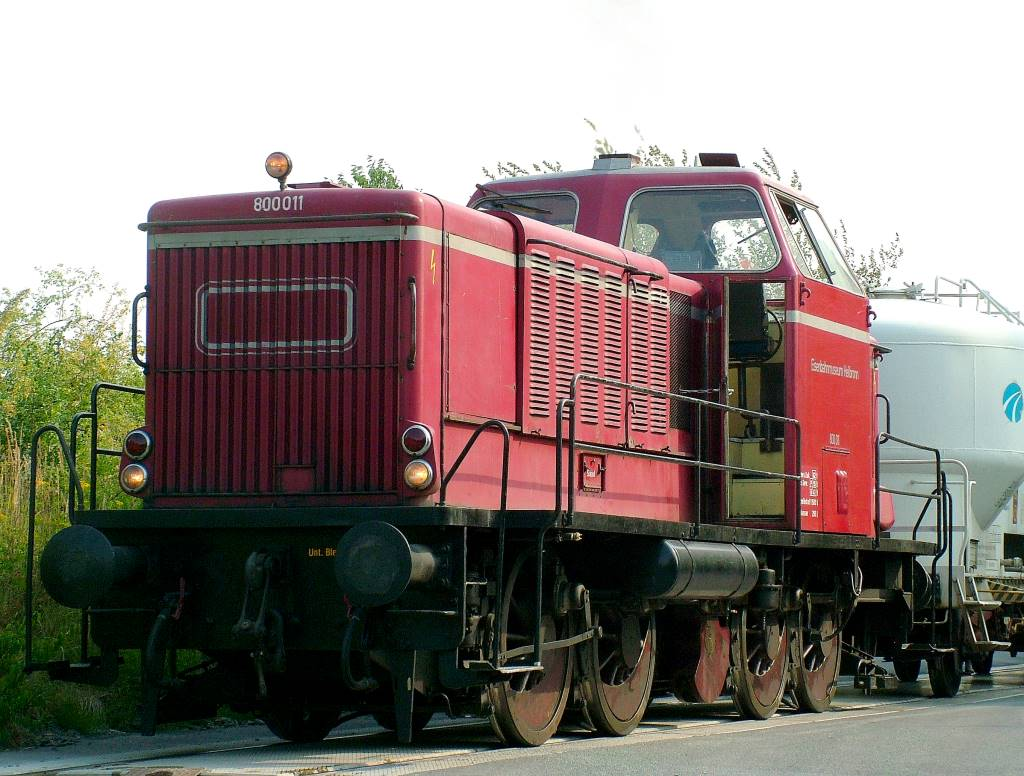
MaK 800 D im Einsatz für die EGP

Heute existiert noch Güterverkehr zu den Zementwerken im Geseker Süden. Bis 2004 wurde dieser noch täglich von Railion vom Bahnhof Geseke aus durchgeführt. Bis zum Herbst 2011 wurde der Güterbereich des Bahnhofs nicht mehr regelmäßig genutzt und die Strecke wurde von Lippstadt und Paderborn aus von der EGP und der WAB bedient. Die EGP nutzte von 2006 bis Ende 2007 dazu eine dauerhaft in Geseke stationierte MaK 800 D vom Eisenbahnmuseum Heilbronn,ex OHE, die letzte betriebsfähige Lok dieses Typs. Es existieren noch Anschlussgleise zu den Zementwerken Milke Zement und Fortuna (Dyckerhoff).
Nach umfangreichen Bauarbeiten entstand im Sommer bis Herbst 2011 der Zugbildungsbahnhof Geseke im bisherigen Güterbereich. Er umfasst die Gleise 4 bis 11. Dazu wurde die Einfahrt aus Richtung Paderborn nach Gleis 4 entfernt. Die Anlage ist nur noch über eine Gleisverbindung von Gleis 3 aus über das Ausziehgleis in Richtung Lippstadt erreichbar. Die Weichen werden elektrisch ortsfest vom Lokführer bzw. Rangierer gestellt. Somit braucht kein Fahrdienstleiter anwesend zu sein. Fraglich ist natürlich, ob auch Geseke Süd wieder in Stand gesetzt wird. Immerhin hatte Railion gegenüber der Stadt Geseke die Anlage als unverzichtbar bezeichnet, als bei der Planung der Portlandstraße das Areal von Geseke Süd mit überbaut werden sollte.

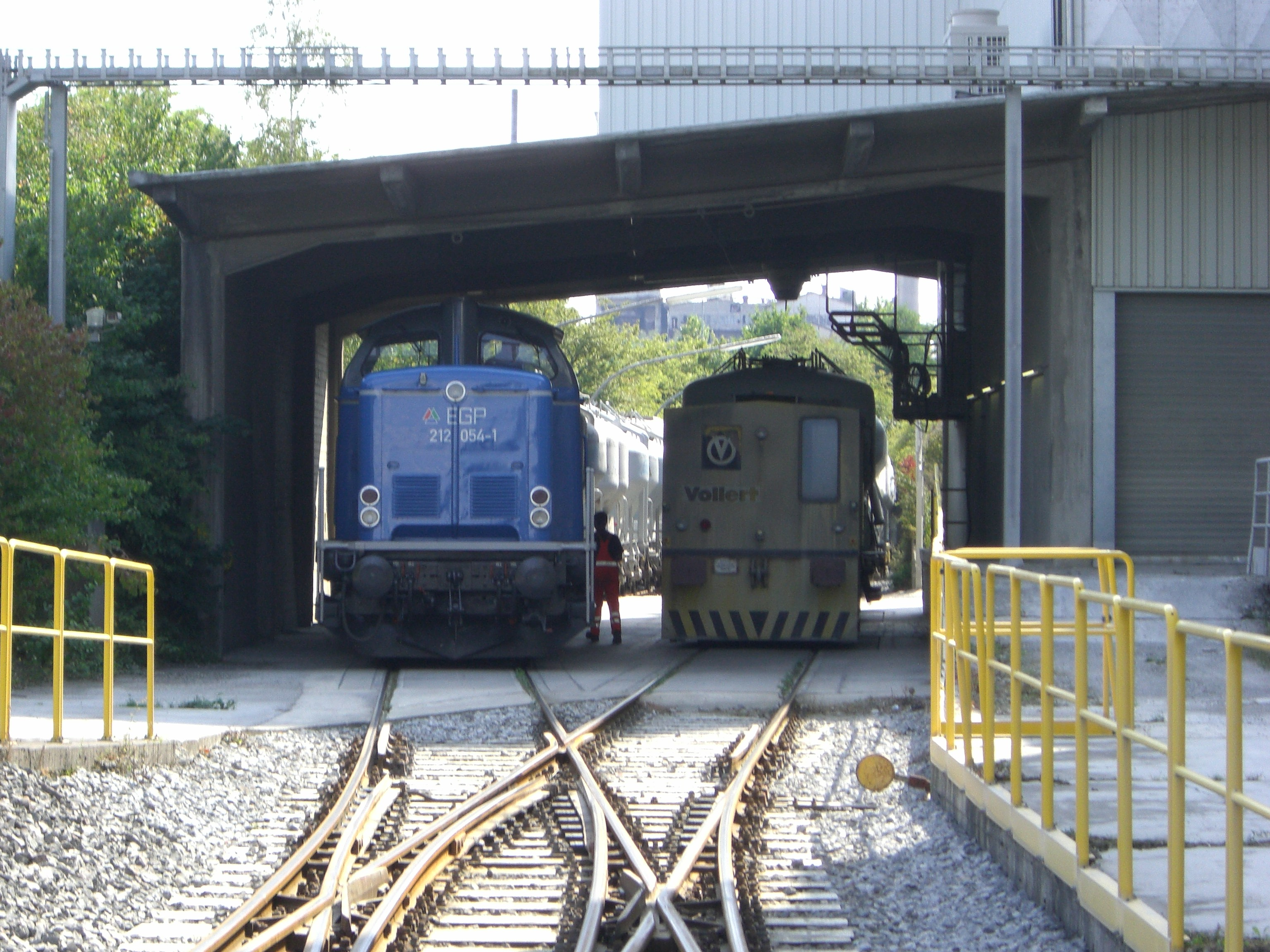
Verschubarbeiten EGP Werk Dyckerhoff 2008

Bedient wird Milke derzeit von DB Railion mit 294 von Paderborn, meistens Samstag/Sonntag. Die WLE fährt von Lippstadt aus mit blauen Staubgutcontainern bis zu zweimal die Woche für Enercon zu Milke. Dabei kommen auch die beiden ER20 und die Warsteiner Lok zum Einsatz. Die EGP bedient nach wie vor in der Regel am Wochenende Dyckerhoff mit 212 und angemieteten 142 der DP in Doppeltraktion. Die Zugbildung wurde vom Streckengleis in den Zbbf verlegt. Vor allem samstags in der Mittagszeit kann man häufig EGP und Railion gleichzeitig beim Rangieren beobachten. Da auch Arbeitsvorrat für das Werk Paderborn hier abgestellt wird, kommt es gelegentlich zu Platzmangel.
Bis Anfang 2006 wurde Geseke Süd von den Privatbahnen zur Zusammenstellung der Güterzüge genutzt, dann nach Entgleisung des Dispotaurus der PE (Prignitzer Eisenbahn) allerdings stillgelegt. Seither musste auf der Strecke rangiert werden bzw. es sind noch zwei weitere Aufstellgleise im Bereich des Anschlusses Dyckerhoff vorhanden. Seit 2008 betreibt die EGP den Zementverkehr zwischen Neustrelitz und Geseke. Zum Rangiereinsatz kamen dabei blaulackierte 212, die Zuglok vom Typ Dispotaurus wurde in der Regel abgebügelt mitgeführt und in den Abstellgleisen des Anschlusses Dyckerhoff abgestellt.

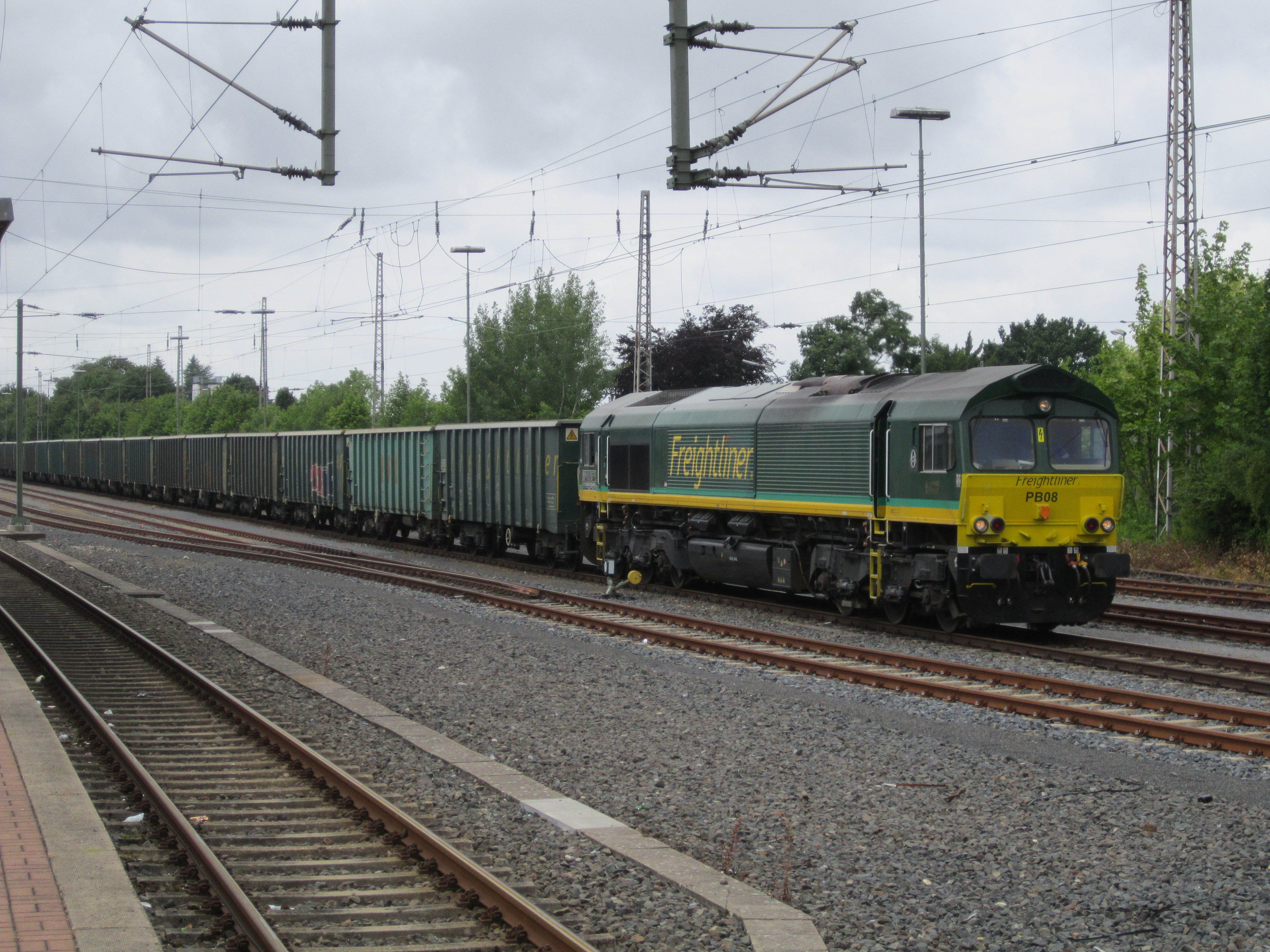
Freightliner im Bahnhof Geseke 2019

Im September 2015 wurde die Strecke bis zur Anst Annelise Zement für 1,4 Millionen Euro saniert und sowohl Schienen als auch die Schwellen ausgetauscht. Seit 2017 bedienen im Wesentlichen drei Unternehmen die Zementwerke. Die EGP bedient das Werk Dyckerhoff. Bis vor einiger Zeit erledigte die WLE die „letzte Meile“ südlich Geseke eigenständig, doch aktuell bedient sich die EGP einer WLE-Mietlok. Die beiden Werke der Milke Zement werden von Freightliner mit Loks des Typs Class 66 bedient. Außerdem stellt hier DB Cargo im Rahmen von Einzelwagenverkehren Containertragwagen mit gelb lackierten Zementstaubdruckcontainern der Firma Max Bögl zu.

## Geschichtliche Daten
- 1895: 4. August: preußisches Gesetz für den Bahnbau Büren–Brilon Stadt und Geseke–Büren
- 1898: Beginn der Bauarbeiten
- 1900: 1. Juli: Eröffnung der Strecke
- 1950: Errichtung des Haltepunktes „Geseke Zementwerke“ zwischen Geseke Bf und Geseke Bbf
- 1952: 15. Mai: Einstellung Personenverkehr
- 1959: 31. Mai: Einstellung Güterverkehr zwischen Büren und Steinhausen und kurz darauf Abbau des Teilstücks
- 1966: 1. September: Einstellung des Güterverkehrs Geseke-Süd–Steinhausen, Weiterbetrieb als Bahnhofsgleis
- 1993: 30. November: Stilllegung Güterverkehr nach Steinhausen und Abbau des Teilstückes zwischen Milke und Steinhausen
- 2004: Einstellung Güterverkehr auf Reststück durch Railion und Übernahme des Güterverkehrs durch verschiedene private Eisenbahnverkehrsunternehmen
- 2023: 10. September: Gegen 15:30 Uhr entgleiste ein auf der Bahnstrecke Geseke–Büren fahrender Güterzug bei der Einfahrt in den Bahnhof Geseke. Der Lokführer wurde dabei tödlich verletzt.[5][6]